# Gouvernement Johnson II
Pour les articles homonymes, voir Gouvernement Johnson.
Royaume-Uni
Johnson I Truss
Le gouvernement Johnson II (en anglais : Second Johnson ministry) est le gouvernement du Royaume-Uni de Grande-Bretagne et d'Irlande du Nord entre le 16 décembre 2019 et le 6 septembre 2022, sous la 58e législature de la Chambre des communes.
Il est dirigé par le conservateur Boris Johnson et formé à la suite des élections générales anticipées. Il se compose de 22 membres et fait l'objet de deux remaniements ministériels, dont un qui réinstaure le titre de vice-Première ministre.
Majoritaire à la Chambre des communes, il est constitué du seul Parti conservateur.
La fin de son mandat est marquée par une succession de démissions déclenchant la chute du Premier ministre et une crise politique, qui trouve ses origines dans le scandale des rassemblements festifs illégaux au 10 Downing Street pendant la pandémie de Covid-19 (Partygate).
Il succède au premier gouvernement Johnson et cède le pouvoir au gouvernement de la conservatrice Liz Truss, élue cheffe du Parti conservateur.

## Historique du mandat
Ce gouvernement est dirigé par le Premier ministre sortant Boris Johnson, au pouvoir depuis juillet 2019. Il est constitué et soutenu par le Parti conservateur, qui dispose seul de 365 députés sur 650, soit 56,2 % des sièges de la Chambre des communes.
Il est formé à la suite des élections générales anticipées du 12 décembre 2019.
Il succède donc au gouvernement Johnson I, constitué du seul Parti conservateur mais minoritaire au Parlement et disposant du soutien sans participation du Parti unioniste démocrate (DUP).

### Formation
Le 29 octobre 2019, deux semains après avoir rejeté la proposition d'accord pour organiser le retrait du Royaume-Uni de l'Union européenne, la Chambre des communes votes par 438 voix contre 20 en faveur de l'organisation de nouvelles élections, sur proposition de Boris Johnson, avec les voix du Parti du travailliste (Labour), du Parti national écossais (SNP) et des Libéraux-démocrates (LibDems).
Au cours du scrutin, le Parti conservateur remporte une nette victoire avec 365 sièges sur 650 contre 202 au Parti travailliste, un succès conservateur inédit par son ampleur depuis 1987 et une défaite historique depuis 1935 pour le Labour, tandis que le Parti national écossais s'impose dans 48 des 59 circonscriptions écossaises,.
La composition du gouvernement est annoncée quatre jours après le scrutin, et voit simplement la nomination de Simon Hart au poste de secrétaire d'État pour le Pays de Galles ainsi que la confirmation de Nicky Morgan en qualité de secrétaire d'État au Numérique, à la Culture, aux Médias et aux Sports après son accession à la Chambre des lords, alors qu'elle avait renoncé à se représenter à la Chambre des communes.

### Évolution
Le Premier ministre procède dès le 13 février 2020 à un remaniement ministériel qui voit notamment le remplacement du chancelier de l'Échiquier Sajid Javid par Rishi Sunak, tandis que le départ du secrétaire d'État pour l'Irlande du Nord Julian Smith, qui avait réussi à relancer les institutions autonomes du territoire, est unanimement regretté. Un nouveau remaniement est orchestré le 15 septembre 2021, au cours duquel la secrétaire d'État au Commerce international Liz Truss remplace Dominic Raab, devenu secrétaire d'État à la Justice, comme secrétaire d'État aux Affaires étrangères, du Commonwealth et du Développement, tandis que les impopulaires secrétaire d'État à l'Éducation Gavin Williamson et secrétaire d'État au Logement, aux Communautés et aux Collectivités locales Robert Jenrick sont remerciés.

### Démissions
Le chancelier de l'Échiquier, Rishi Sunak, et le secrétaire d'État à la Santé, Sajid Javid, remettent leur démission le 5 juillet 2022. Le premier se justifie par un désaccord avec Boris Johnson dans la préparation d'un discours commun sur l'économie, tandis que le second explique sa décision par le fait que le gouvernement n'a pas réussi à réconcilier l'opinion publique et les parlementaires. Le lendemain, alors que les secrétaires d'État pour le Pays de Galles, Simon Hart, et pour l'Irlande du Nord, Brandon Lewis, ainsi que huit personnalités de second rang ont également quitté leurs fonctions, le Premier ministre affirme son intention de se maintenir au pouvoir et limoge le secrétaire d'État au Logement, Michael Gove,.

## Composition

### Initiale (16 décembre 2019)
- Par rapport au gouvernement Johnson I, les nouveaux membres sont indiqués en gras, ceux ayant changé d'attributions le sont en italique.

| Fonction                                                                                         | Titulaire | Titulaire | Titulaire        | Parti        |
| ------------------------------------------------------------------------------------------------ | --------- | --------- | ---------------- | ------------ |
| Premier ministre Premier lord du Trésor Ministre de la Fonction publique Ministre pour l'Union   |           |           | Boris Johnson    | Conservateur |
| Chancelier de l'Échiquier Second lord du Trésor                                                  |           |           | Sajid Javid      | Conservateur |
| Premier secrétaire d'État Secrétaire d'État aux Affaires étrangères et du Commonwealth           |           |           | Dominic Raab     | Conservateur |
| Secrétaire d'État à l'Intérieur                                                                  |           |           | Priti Patel      | Conservateur |
| Chancelier du duché de Lancastre                                                                 |           |           | Michael Gove     | Conservateur |
| Secrétaire d'État à la Justice Lord chancelier                                                   |           |           | Robert Buckland  | Conservateur |
| Secrétaire d'État à la Sortie de l'Union européenne (aboli le 31/01/2020)                        |           |           | Stephen Barclay  | Conservateur |
| Secrétaire d'État à la Défense                                                                   |           |           | Ben Wallace      | Conservateur |
| Secrétaire d'État à la Santé et à la Protection sociale                                          |           |           | Matthew Hancock  | Conservateur |
| Secrétaire d'État aux Affaires, à l'Énergie et à la Stratégie industrielle                       |           |           | Andrea Leadsom   | Conservateur |
| Secrétaire d'État au Commerce international Présidente de la Commission du Commerce              |           |           | Liz Truss        | Conservateur |
| Secrétaire d'État au Travail et aux Retraites Ministre des Femmes et des Égalités                |           |           | Thérèse Coffey   | Conservateur |
| Secrétaire d'État à l'Éducation                                                                  |           |           | Gavin Williamson | Conservateur |
| Secrétaire d'État à l'Environnement, à l'Alimentation et aux Affaires rurales                    |           |           | Theresa Villiers | Conservateur |
| Secrétaire d'État au Logement, aux Communautés et aux Collectivités locales                      |           |           | Robert Jenrick   | Conservateur |
| Secrétaire d'État aux Transports                                                                 |           |           | Grant Shapps     | Conservateur |
| Secrétaire d'État pour l'Irlande du Nord                                                         |           |           | Julian Smith     | Conservateur |
| Secrétaire d'État pour l'Écosse                                                                  |           |           | Alister Jack     | Conservateur |
| Secrétaire d'État pour le Pays de Galles                                                         |           |           | Simon Hart       | Conservateur |
| Leader de la Chambre des lords Lord du sceau privé                                               |           |           | Natalie Evans    | Conservateur |
| Secrétaire d'État au Numérique, à la Culture, aux Médias et aux Sports                           |           |           | Nicky Morgan     | Conservateur |
| Secrétaire d'État au Développement international                                                 |           |           | Alok Sharma      | Conservateur |
| Ministre sans portefeuille Président du Parti conservateur                                       |           |           | James Cleverly   | Conservateur |
| Participant aux réunions du cabinet                                                              |           |           |                  |              |
| Secrétaire en chef du Trésor                                                                     |           |           | Rishi Sunak      | Conservateur |
| Leader de la Chambre des communes Lord président du Conseil                                      |           |           | Jacob Rees-Mogg  | Conservateur |
| Whip en chef Secrétaire parlementaire du Trésor                                                  |           |           | Mark Spencer     | Conservateur |
| Procureur général                                                                                |           |           | Geoffrey Cox     | Conservateur |
| Ministre d'État (Affaires, Énergie et Stratégie industrielle)                                    |           |           | Kwasi Kwarteng   | Conservateur |
| Ministre d'État (Logement, Communautés et Collectivités locales)                                 |           |           | Jake Berry       | Conservateur |
| Ministre d'État (Logement, Communautés et Collectivités locales)                                 |           |           | Esther McVey     | Conservateur |
| Ministre d'État (Intérieur)                                                                      |           |           | Brandon Lewis    | Conservateur |
| Ministre d'État (Environnement, Alimentation et Affaires rurales et Développement international) |           |           | Zac Goldsmith    | Conservateur |
| Ministre du Bureau du cabinet Paymaster General                                                  |           |           | Oliver Dowden    | Conservateur |

### Remaniement du 13 février 2020
- Par rapport à la composition précédente, les nouveaux membres sont indiqués en gras, ceux ayant changé d'attributions le sont en italique.

| Fonction | Titulaire | Titulaire      | Titulaire                             | Parti        |
| --- | --------- | -------------- | ------------------------------------- | ------------ |
| Premier ministre Premier lord du Trésor Ministre de la Fonction publique Ministre pour l'Union                                                                                     |           |                | Boris Johnson                         | Conservateur |
| Chancelier de l'Échiquier Second lord du Trésor |           |                | Rishi Sunak                           | Conservateur |
| Premier secrétaire d'État Secrétaire d'État aux Affaires étrangères et du Commonwealth Secrétaire d'État aux Affaires étrangères, du Commonwealth et du Développement (02/09/2020) |           |                | Dominic Raab                          | Conservateur |
| Secrétaire d'État à l'Intérieur |           |                | Priti Patel                           | Conservateur |
| Ministre du Bureau du cabinet Chancelier du duché de Lancastre |           |                | Michael Gove                          | Conservateur |
| Secrétaire d'État à la Justice Lord chancelier |           |                | Robert Buckland                       | Conservateur |
| Secrétaire d'État à la Défense |           |                | Ben Wallace                           | Conservateur |
| Secrétaire d'État à la Santé et à la Protection sociale |           |                | Matthew Hancock (jusqu'au 26/06/2021) | Conservateur |
| Secrétaire d'État à la Santé et à la Protection sociale |           | Sajid Javid    | Conservateur                          |              |
| Secrétaire d'État aux Affaires, à l'Énergie et à la Stratégie industrielle |           |                | Alok Sharma (jusqu'au 08/01/2021)     | Conservateur |
| Secrétaire d'État aux Affaires, à l'Énergie et à la Stratégie industrielle |           | Kwasi Kwarteng | Conservateur                          |              |
| Secrétaire d'État au Commerce international Présidente de la Commission du Commerce                                                                                                |           |                | Liz Truss                             | Conservateur |
| Secrétaire d'État au Travail et aux Retraites |           |                | Thérèse Coffey                        | Conservateur |
| Secrétaire d'État à l'Éducation |           |                | Gavin Williamson                      | Conservateur |
| Secrétaire d'État à l'Environnement, à l'Alimentation et aux Affaires rurales |           |                | George Eustice                        | Conservateur |
| Secrétaire d'État au Logement, aux Communautés et aux Collectivités locales |           |                | Robert Jenrick                        | Conservateur |
| Secrétaire d'État aux Transports |           |                | Grant Shapps                          | Conservateur |
| Secrétaire d'État pour l'Irlande du Nord |           |                | Brandon Lewis                         | Conservateur |
| Secrétaire d'État pour l'Écosse |           |                | Alister Jack                          | Conservateur |
| Secrétaire d'État pour le Pays de Galles |           |                | Simon Hart                            | Conservateur |
| Leader de la Chambre des lords Lord du sceau privé |           |                | Natalie Evans                         | Conservateur |
| Secrétaire d'État au Numérique, à la Culture, aux Médias et aux Sports |           |                | Oliver Dowden                         | Conservateur |
| Secrétaire d'État au Développement international (aboli le 02/09/2020) |           |                | Anne-Marie Trevelyan                  | Conservateur |
| Ministre sans portefeuille Présidente du Parti conservateur |           |                | Amanda Milling                        | Conservateur |
| Participant aux réunions du cabinet |           |                |                                       |              |
| Secrétaire en chef du Trésor |           |                | Stephen Barclay                       | Conservateur |
| Leader de la Chambre des communes Lord président du Conseil |           |                | Jacob Rees-Mogg                       | Conservateur |
| Whip en chef Secrétaire parlementaire du Trésor |           |                | Mark Spencer                          | Conservateur |
| Procureur général |           |                | Suella Braverman                      | Conservateur |

### Remaniement du 15 septembre 2021
- Par rapport à la composition précédente, les nouveaux membres sont indiqués en gras, ceux ayant changé d'attributions le sont en italique.

| Fonction | Titulaire | Titulaire                                | Titulaire                                | Parti        |
| --- | --------- | ---------------------------------------- | ---------------------------------------- | ------------ |
| Premier ministre Premier lord du Trésor Ministre de la Fonction publique Ministre pour l'Union                         |           |                                          | Boris Johnson                            | Conservateur |
| Vice-Premier ministre Secrétaire d'État à la Justice Lord chancelier                                                   |           |                                          | Dominic Raab                             | Conservateur |
| Chancelier de l'Échiquier Second lord du Trésor                                                                        |           |                                          | Rishi Sunak (jusqu'au 05/07/2022)        | Conservateur |
| Chancelier de l'Échiquier Second lord du Trésor                                                                        |           | Nadhim Zahawi                            | Conservateur                             |              |
| Secrétaire d'État aux Affaires étrangères, du Commonwealth et du Développement Ministre des Femmes et des Égalités     |           |                                          | Liz Truss                                | Conservateur |
| Secrétaire d'État à l'Intérieur                                                                                        |           |                                          | Priti Patel                              | Conservateur |
| Secrétaire d'État à la Défense                                                                                         |           |                                          | Ben Wallace                              | Conservateur |
| Secrétaire d'État à l'Égalité des chances, au Logement et aux Communautés Ministre des Relations intergouvernementales |           |                                          | Michael Gove (jusqu'au 06/07/2022)       | Conservateur |
| Secrétaire d'État à l'Égalité des chances, au Logement et aux Communautés Ministre des Relations intergouvernementales |           | Greg Clark (à partir du 07/07/2022)      | Conservateur                             |              |
| Secrétaire d'État à la Santé et à la Protection sociale                                                                |           |                                          | Sajid Javid (jusqu'au 05/07/2022)        | Conservateur |
| Secrétaire d'État à la Santé et à la Protection sociale                                                                |           | Stephen Barclay                          | Conservateur                             |              |
| Ministre du Bureau du cabinet Chancelier du duché de Lancastre                                                         |           |                                          | Stephen Barclay (jusqu'au 05/07/2022)    | Conservateur |
| Ministre du Bureau du cabinet Chancelier du duché de Lancastre                                                         |           | Kit Malthouse (à partir du 07/07/2022)   | Conservateur                             |              |
| Secrétaire d'État aux Affaires, à l'Énergie et à la Stratégie industrielle                                             |           |                                          | Kwasi Kwarteng                           | Conservateur |
| Président de la COP26                                                                                                  |           |                                          | Alok Sharma                              | Conservateur |
| Secrétaire d'État au Commerce international Présidente de la Commission du Commerce                                    |           |                                          | Anne-Marie Trevelyan                     | Conservateur |
| Secrétaire d'État au Travail et aux Retraites                                                                          |           |                                          | Thérèse Coffey                           | Conservateur |
| Secrétaire d'État à l'Éducation                                                                                        |           |                                          | Nadhim Zahawi (jusqu'au 05/07/2022)      | Conservateur |
| Secrétaire d'État à l'Éducation                                                                                        |           | Michelle Donelan (jusqu'au 07/07/2022)   | Conservateur                             |              |
| Secrétaire d'État à l'Éducation                                                                                        |           | James Cleverly                           | Conservateur                             |              |
| Secrétaire d'État à l'Environnement, à l'Alimentation et aux Affaires rurales                                          |           |                                          | George Eustice                           | Conservateur |
| Secrétaire d'État aux Transports                                                                                       |           |                                          | Grant Shapps                             | Conservateur |
| Secrétaire d'État pour l'Irlande du Nord                                                                               |           |                                          | Brandon Lewis (jusqu'au 07/07/2022)      | Conservateur |
| Secrétaire d'État pour l'Irlande du Nord                                                                               |           | Shailesh Vara                            | Conservateur                             |              |
| Secrétaire d'État pour l'Écosse                                                                                        |           |                                          | Alister Jack                             | Conservateur |
| Secrétaire d'État pour le Pays de Galles                                                                               |           |                                          | Simon Hart (jusqu'au 06/07/2022)         | Conservateur |
| Secrétaire d'État pour le Pays de Galles                                                                               |           | Robert Buckland (à partir du 07/07/2022) | Conservateur                             |              |
| Leader de la Chambre des lords Lord du sceau privé                                                                     |           |                                          | Natalie Evans                            | Conservateur |
| Secrétaire d'État au Numérique, à la Culture, aux Médias et aux Sports                                                 |           |                                          | Nadine Dorries                           | Conservateur |
| Ministre d'État au Brexit                                                                                              |           |                                          | David Frost (jusqu'au 21/12/2021)        | Conservateur |
| Ministre d'État au Brexit                                                                                              |           |                                          | Jacob Rees-Mogg (à partir du 08/02/2022) | Conservateur |
| Ministre sans portefeuille                                                                                             |           |                                          | Oliver Dowden                            | Conservateur |
| Participant aux réunions du cabinet                                                                                    |           |                                          |                                          |              |
| Whip en chef Secrétaire parlementaire du Trésor                                                                        |           |                                          | Mark Spencer (jusqu'au 08/02/2022)       | Conservateur |
| Whip en chef Secrétaire parlementaire du Trésor                                                                        |           |                                          | Chris Heaton-Harris                      | Conservateur |
| Secrétaire en chef du Trésor                                                                                           |           |                                          | Simon Clarke                             | Conservateur |
| Leader de la Chambre des communes Lord président du Conseil                                                            |           |                                          | Jacob Rees-Mogg (jusqu'au 08/02/2022)    | Conservateur |
| Leader de la Chambre des communes Lord président du Conseil                                                            |           |                                          | Mark Spencer                             | Conservateur |
| Procureur général |           |                                          | Suella Braverman                         | Conservateur |
| Ministre d'État à la Justice pénale                                                                                    |           |                                          | Kit Malthouse                            | Conservateur |
| Ministre d'État |           |                                          | Michelle Donelan (jusqu'au 05/07/2022)   | Conservateur |
| Ministre du Bureau du cabinet Paymaster General                                                                        |           |                                          | Michael Ellis (à partir du 08/02/2022)   | Conservateur |
| Ministre d'État |           |                                          | Nigel Adams                              | Conservateur |